# Fish
Фиш (англ. Fish; настоящее имя — Дерек Уильям Дик, англ. Derek William Dick; род. 25 апреля 1958) — шотландский певец, поэт и актёр. Известен как вокалист и автор текстов прогрессив-рок-группы Marillion, а также успешной сольной карьерой.

## Биография
В 25 лет Дерек стал лидером группы Marillion. Поразительное сходство музыки Marillion с манерой ранних Genesis, практически идентичные голоса Питера Гэбриэла и Фиша породили множество сплетен вроде: Marillion — не что иное, как «ширма» для испытывающих ностальгию по прошлому музыкантов «Дженесиз»; или что Фиш страдает раздвоением личности и отождествляет себя с Гэбриэлом. Однако при внимательном прослушивании можно обнаружить более глубокие грусть и пессимизм музыки и текстов, чем это было у «Дженесиз».
Группа выпустила 4 оригинальных студийных альбома, после чего, в ноябре 1988 года, Фиш решил покинуть этот коллектив и уйти в свободное музыкальное плавание. В 1989 году Фиш вместе с Мики Симмондсом, Яником Герсом и Джоном Гиблином записывает дебютный сольный студийник Vigil in a Wilderness of Mirrors. Альбом по праву считается одним из лучших в дискографии Фиша. Часть материала к нему была написана Дереком ещё в составе Marillion, но заметно, что Фиш сменил тексты на более общедоступные. Музыкальное оформление ещё больше изменилось. По этому поводу он утверждает, что в создании композиций даёт свободу своим музыкантам, ведь это делает музыку «более свежей» в звучании.
В 1991 году выходит в свет новый студийный лонгплей под названием Internal Exile. Этот альбом был наполнен очень тёплыми тонами. Свои отпечатки тут оставили и личная жизнь певца, и его видение простых человеческих отношений. Музыкально альбом был оформлен с использованием кельтских мотивов, но действительно резкие рок-композиции были и здесь. В год выхода альбома у Дерека рождается дочь, которой он и посвящает данный альбом. Диск содержит заглавную композицию «Internal Exile», которая была написана для дебютного альбома ещё в 1989 году, но в него не вошла, кавер старого хита 1969 года «Something in the Air», а также очень яркий хит «Just Good Friends», спетый вместе с Сэм Браун.
В начале 1993 года издаётся третья студийная работа Фиша Songs From The Mirror, но уже полностью состоящая из кавер-версий композиций различных музыкантов, музыку которых он слушал в детстве. Среди них «Дженесиз» («I Know What I Like»), Дэвид Боуи («Five Years») и другие не менее известные хиты. Дерек давно мечтал записать альбом, состоящий из каверов. Эта идея возникла у него ещё в составе Marillion, но была отвержена остальными участниками.
К сожалению, большинство песен альбома Songs From The Mirror переиграны не очень интересно и просто вяло. Причина в том, что этот альбом был выпущен для завершения контракта с фирмой «Polydor», которая сильно давила на певца.
Поэтому в 1993 году музыкант основывает собственный лейбл под названием «Dick Brothers Record Company». А в 1994 году выходит новый альбом Suits. В некотором смысле альбом передавал горечь проблем, с которыми столкнулся Фиш в начале 90-х, в период становления собственной сольной карьеры. В музыкальном плане альбом очень мягок по звучанию, в нём преобладают акустические и клавишные инструменты. Открывает пластинку очень энергичная песня «Mr 1470», которая уступает место меланхоличной композиции «Lady Let It Lie».
Следующий этап творческого пути Фиша связан с важным событием — встречей со Стивеном Уилсоном, теперь широко известным по проекту Porcupine Tree. По словам Фиша, Стив рассказал ему, что первым важным музыкальным событием для него было посещение концерта группы Marillion, когда ему, Стиву, было 12 лет.
Плод совместной работы — новый альбом под названием Sunsets On Empire — вышел в 1997 году. Стилистика каждого студийного альбома Фиша во многом зависит от музыкантов, поэтому альбом Sunsets… был полностью построен вокруг гитары Уилсона. Соответственно, он получился более жёстким и роковым, как в плане звучания, так и в текстах. Такие вещи, как «Goldfish & Clowns» и «What Colour Is God?», разительно отличаются от тех, что Фиш создавал ранее.
В апреле 1999 года был выпущен свежий студийный лонгплей Фиша Raingods with Zippos, который продолжил удачное сотрудничество музыканта со Стивом Уилсоном. Генератор случайных названий выбрал именно такое странное имя для альбома, но Фиш не растерялся и пояснял в разных интервью, что это не только красивое словосочетание, но и метафора, означающая «огонь и воду; вещи, противопоставляемые друг другу». Действительно альбом стал довольно успешным детищем певца и группы с ним работавших музыкантов. Прежде всего покоряет своим очарованием длинная эпическая вещь «Plague of Ghosts», состоящая из шести частей, где нарочно перемешаны эмбиентные элементы, чередующиеся с роковыми вставками типа «Raingods Dancing».
2001 — год выхода очередного альбома Фиша с новым материалом. Его название Fellini Days должно навести слушателя на мысль о кинорежиссёре Федерико Феллини. Работа насыщена атмосферой кино и сюрреализмом. Здесь преобладают гитара Джона Уэсли — постоянного члена концертного состава группы Porcupine Tree — и мрачноватые стихи Фиша. Музыка, в основном, стала более мрачной и хард-роковой. Но Фиш не был бы собой — человеком, чья душа «раскрашена во все цвета радуги», — если бы и в эту темную палитру не внёс ярких красок в виде композиций «Tiki 4» или «Our Smile».
На рубеже 2003 и 2004 годов в продаже появляется новая работа Фиша — лонгплэй Field of Crows. Название берет начало от имени средневекового поля боя в Косово, именуемого «Полем чёрных птиц» и большого поля, находящегося возле студии певца, где он любил отдыхать. Жёсткий роковый стиль музыки в этом альбоме уже привычен для постоянных слушателей Фиша и схож со стилем предыдущих работ. В качестве основного помощника Дерека на этот раз выступил гитарист Брюс Уотсон. И это подтверждается доминированием его гитары в большинстве треков. Атмосфера альбома тёмная и грустная и направлена на создание ощущения глубоко раненной личности.
Новый альбом Фиша под названием 13th Star был издан в 2007 году. Теперь материал стал ещё лучше, ещё качественнее, чем на Field of Crows и Fellini Days. Создании такого качественного релиза способствовал басист Стив Вантсис. Он и до этого играл в группе Фиша, но только теперь очень успешно дебютировал в качестве первого вспомогательного автора. Погружение в сумрачный мир в «поисках Тринадцатой Звезды» поддерживается хард-роковыми элементами композиций «Circle Line», «Manchmal» и «Dark Star» с проникновением в самые меланхоличные участки сознания при помощи треков, типа уже звучащего хита «Where in the World».
Помимо музыки шотландец время от времени снимается в кино, пишет статьи и книги.
В сентябре 2013 года вышел очередной студийный альбом Фиша «A Feast of Consequences», половина треков которого составляет сюиту о Первой мировой войне (на которой воевали оба его деда). На написание сюиты его вдохновило посещение поля битвы на Сомме.

## Дискография

### Студийные альбомы
- 1990 — Vigil in a Wilderness of Mirrors
- 1991 — Internal Exile
- 1993 — Songs from the Mirror
- 1994 — Suits
- 1997 — Sunsets on Empire
- 1999 — Raingods with Zippos
- 2001 — Fellini Days
- 2003 — Field of Crows
- 2007 — 13th Star
- 2013 — A Feast of Consequences
- 2020 — Weltschmerz

### Сборники и концертные записи
- 1991 — The Complete BBC Sessions
- 1993 — For Whom The Bells Toll
- 1994 — Acoustic Session
- 1994 — Sushi
- 1995 — Yang
- 1995 — Yin
- 1998 — Tales From The Big Bus
- 2001 — Sashimi
- 2002 — Fellini Nights
- 2005 — Bouillabaisse
- 2006 — Return To Childhood
- 2007 — Communion

### Как приглашённый вокалист
- 1986 — Tony Banks — Soundtracks — вокал в песне к фильму Quicksilver (Брокер)
- 1992 — Tony Banks — Still — вокал в двух песнях.
- 1998 — Ayreon — Into the Electric Castle